# Annamária Bónis
Annamária Bónis (ur. 5 lutego 1974 w Miercurea-Ciuc) – węgierska narciarka alpejska, uczestniczka Zimowych Igrzysk Olimpijskich 1992.
Na igrzyskach w Albertville wzięła udział w trzech konkurencjach narciarstwa alpejskiego – w supergigancie zajęła 43. miejsce, w slalomie gigancie uplasowała się na 34. pozycji, a slalomu nie ukończyła i nie została sklasyfikowana.
Jej bratem jest Attila Bónis, również narciarz alpejski, olimpijczyk z Albertville i Lillehammer.

## Igrzyska olimpijskie
| Miejsce | Data           | Miejscowość | Konkurencja   | Przejazd 1 | Przejazd 1 | Przejazd 2 | Przejazd 2 | Łącznie | Strata | Zwyciężczyni       |
| Miejsce | Data           | Miejscowość | Konkurencja   | Czas       | Miejsce    | Czas       | Miejsce    | Łącznie | Strata | Zwyciężczyni       |
| ------- | -------------- | ----------- | ------------- | ---------- | ---------- | ---------- | ---------- | ------- | ------ | ------------------ |
| 43.     | 18 lutego 1992 | Albertville | supergigant   | N/A        | N/A        | N/A        | N/A        | 1:37,68 | 16,46  | Deborah Compagnoni |
| 34.     | 19 lutego 1992 | Albertville | slalom gigant | 1:17,37    | 42.        | 1:19,63    | 34.        | 2:37,00 | 24,26  | Pernilla Wiberg    |
| DNF     | 20 lutego 1992 | Albertville | slalom        | DNF        | DNF        | N/A        | N/A        | N/A     | N/A    | Petra Kronberger   |